# 柳田博明
柳田 博明（やなぎだ ひろあき、1935年6月1日 - 2006年11月20日）は、日本の化学者、地域経済総合研究所名誉評議員。東京大学名誉教授。元名古屋工業大学学長。長野県小諸市生まれ。東京都出身。

## 略歴
- 1958年3月 東京大学工学部応用化学科卒業
- 1960年3月 東京大学大学院化学系研究科修士課程修了（工学修士）
- 1963年
  - 3月 東京大学大学院化学系研究科博士課程修了（工学博士）
  - 4月 東京大学工学部工業化学科助手
  - 7月 東京大学工学部工業化学科講師
- 1966年4月 東京大学工学部工業化学科助教授
- 1978年6月 東京大学工学部工業化学科教授
- 1987年5月 - 1989年3月 東京大学先端科学技術研究センター教授（工学部併任）
- 1989年4月 - 1991年3月
  - 先端科学技術研究センター長併任
  - 東京大学評議員併任
- 1990年4月 東京大学工学部工業化学科教授

（東京大学先端科学技術研究センター教授併任）（1996年3月まで、途中中断あり）
- 1991年4月 - 1993年3月 東京大学環境安全センター長併任
- 1992年4月 - 1996年3月 東京大学大学院工学系研究科先端学際工学専攻（インテリジェント材料学担当）教授（工学部工業化学科分属）
- 1993年4月 - 1995年3月 東京大学環境安全研究センター長併任（工学系研究科応用化学専攻分属）
- 1995年2月 - 1996年3月 日本学術振興会ロンドン研究連絡センター長併任
- 1996年
  - 3月 東京大学退官
  - 4月 （財）ファインセラミックスセンター専務理事・試験研究所長[1]
  - 5月 東京大学名誉教授
- 1998年 - 紫綬褒章受勲。
- 2000年10月 （財）ファインセラミックスセンター専務理事・試験研究所長退任
- 2000年11月 - 2004年1月21日 名古屋工業大学学長
- 2004年
  - 4月1日 学術振興会・学術システム研究センター副所長（非常勤）
  - 7月1日 名古屋工業大学特任教授（非常勤）
  - 10月5日 テクノサーチ株式会社・代表取締役社長
- 2005年4月1日 東北大学未来科学技術共同研究センター (NICHe) 客員教授
- 2006年
  - 4月1日 名古屋市科学館館長[2]
  - 4月1日 岐阜大学監事